# Ernst van Altena

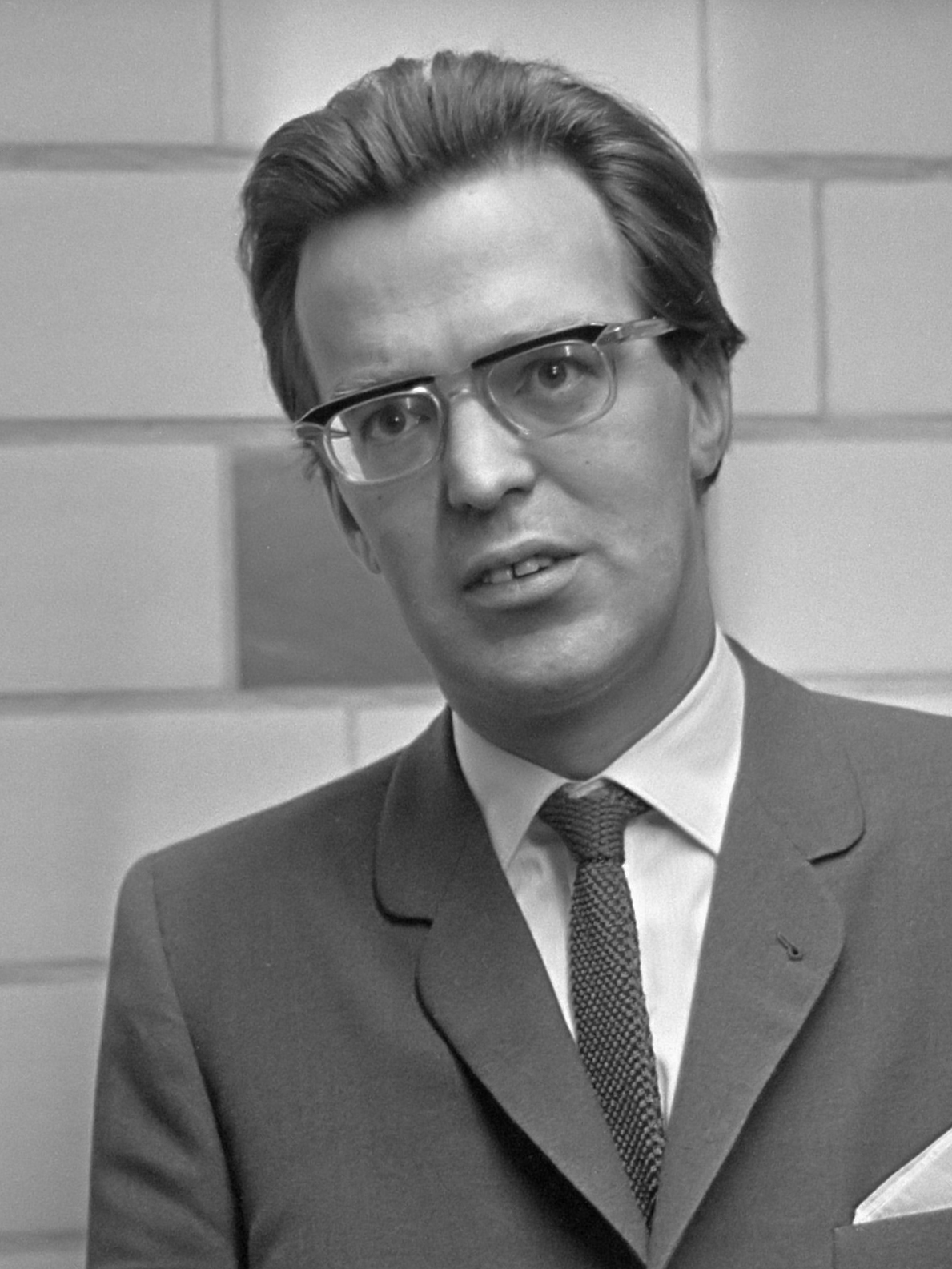
Ernst van Altena (1968)

Ernst Rudolf van Altena (Amsterdam, 11 december 1933 – Landsmeer, 16 juni 1999) was een Nederlandse dichter, schrijver, klarinettist,  televisie- en radioprogrammamaker, muziekuitgever en vertaler. Hij werd vooral bekend als vertaler van chansons van Jacques Brel. Hij was een broer van choreograaf Ferdinand van Altena.

## Levensloop
Van Altena groeide op in Amsterdam in een sociaaldemocratisch milieu. Na de HBS en diverse korte betrekkingen (van kantoormedewerker tot filmassistent) werd hij in 1955 reclametekstschrijver.
Vanuit zijn reclameberoep ging hij al gauw radiocabaretteksten maken, en daarna ging hij almaar meer theaterteksten en letterkundige teksten schrijven en vertalen. Hij zat enige jaren in het bestuur van de Vereniging van Letterkundigen, het Fonds voor de Letteren en diverse andere belangenverenigingen voor schrijvers en vertalers. Daarnaast heeft hij verscheidene radio- en televisieprogramma's gemaakt waarin poëzie en chansons centraal stonden.
Ernst van Altena geldt als een 'ambassadeur van de Franse cultuur' in Nederland.
Hij was getrouwd met Maria Anna Florentia van Altena-Fritschy, geboren op 24 augustus 1942. Zij overleed op 4 december 2019 in Amstelveen.

## Vertalingen
Van Altena was een zeer productief vertaler; hij is vooral bekend geworden als vertaler van Franse gedichten en chansons. Zeer bekend daarvan werden Ne me quitte pas (Laat me niet alleen / If you go away) (1959) en Le Plat Pays (Mijn vlakke land) (1962).
Hij heeft vrijwel alle chansons van Jacques Brel vertaald. Brel heeft Ernst van Altena omstreeks 1967 het auteursrecht verleend van alle bestaande en toekomstige vertalingen van zijn liedjes in Nederland, ook als die vertalingen helemaal niet door Ernst van Altena maar door derden waren of zouden worden gemaakt. Daardoor werden met name de Brelvertalers Lennaert Nijgh, Willem Wilmink, Ivo de Wijs en Peer Wittenbols benadeeld. Dit contract is uniek in de geschiedenis van het auteursrecht.
Andere chansonniers van wie hij werk vertaalde zijn onder meer Georges Brassens, Barbara, Guy Béart, Gilbert Bécaud, Jean Ferrat, Charles Aznavour, Boris Vian en Anne Sylvestre. In totaal heeft hij naar eigen telling zo'n 1500 chansons vertaald. Verder vertaalde hij toneelstukken van onder meer Edward Albee, Molière en George Bernard Shaw, klassieke Franse poëzie van François Villon en Charles D'Orléans, scabreuze poëzie (verzameld in de bloemlezing Jij goudgepunte lans) en middeleeuwse boerden (De jongeman met twaalf vrouwen) en klassieke werken zoals de Roman van de roos en Chaucers Verhalen van Canterbury.
In de jaren 1970 heeft hij de dialogen en liedjes vertaald voor de Japanse animefilm De vrolijke piraten van Schateiland.
Opmerkelijk is het zeer grote aantal vertalingen dat hij in de periode 1985-95 maakte: 150 titels in tien jaar, terwijl hij bij herhaling zei vier vertaalde boeken per jaar een goede norm te vinden en zich weerde tegen de gedachte dat “vertalen een gemakkelijke haastklus is”.
In 1991 publiceerde hij een bloemlezing van zijn vertalingen van gedichten: Van Apollinaire tot Wedekind. Dertig jaar poëzie vertalen (Agathon, Bussum, 767 p.)

## Theater
Van Altena schreef ook zelf diverse cabaretteksten en chansons. Hij zou de bedenker zijn van de Nederlandse vertaling voor chanson: luisterlied. (Ook Jules de Corte wordt wel als bedenker genoemd.) Een enkele keer zong hij zijn eigen luisterliedjes, die ook op een lp verschenen.
Hij schreef ook een liedtekst voor de Zangeres Zonder Naam (Mary Servaes), namelijk Huil niet, mevrouw Humphrey.

## Proza
Van Altena schreef twee romans:
- Eén tussen twee (1973)
- Een gewone schoft (1974)

## Over Ernst van Altena
"Zijn opvallendste kwaliteit uit zich in zijn Nederlandse bewerkingen van Franse chansons. Hij duelleert met de Franse teksten net zo lang tot hij in eigen taal een tegenhanger heeft opgebouwd, die het naar zijn eigen veeleisende smaak kan opnemen tegen 't origineel." (Jaap van de Merwe, Nederlandse chansons, 1960, blz. 16)
"Van Altena vertaalde, hertaalde en schreef sneller dan God en Vestdijk samen konden lezen: romans, liedjes, politieke pamfletten, een mini-wijnproefcursus voor niet-snobs, boekjes over het zweefvliegtuig en de luchtballon - kortom, te veel om op te noemen." (Martin de Haan, de Volkskrant, 7-07-2000)

## Eerbetoon
In 1965 ontving hij de Martinus Nijhoffprijs voor de vertaling van het werk van François Villon. In 1994 kreeg hij de Hiëronymusprijs voor zijn vertaalwerk.
In Frankrijk werd hij tweemaal onderscheiden. In 1982 werd hij Officier in de Orde van de Academische Palmen voor zijn promotie van de Franse cultuur en in 1984 Officier in de Orde van Kunsten en Letteren voor zijn literaire vertaalwerk uit het Frans.

## Voetnoten
1. ↑  Ernst van Altena overleden. Het Financieele Dagblad. Gearchiveerd op 16 juni 2023. Geraadpleegd op 16 juni 2023.
2. ↑  dbnl: 'Ernst van Altena tussen autobiografie en pseudologia fantastica'. Gearchiveerd op 30 maart 2023.
3. ↑  in Ben Haveman, Neuriënd naar het einde, 2007 — ISBN 978-90-388-3125-1
4. ↑  Fernand Auwera 1985 “Ernst van Altena" in Engagement of escapisme? (Weesp/Antwerpen: Het Wereldvenster/Standaard Uitgeverij), p. 16-17; Engagement of escapisme? is ook beschikbaar op deze pagina van de DBNL.

- Biografisch Portaal: 14529754
- Digitale Bibliotheek voor de Nederlandse Letteren: alte001
- Gemeinsame Normdatei: 171949064
- International Standard Name Identifier: 0000 0000 2369 1669
- Library of Congress Control Number: n82094449
- MusicBrainz: 8f48f638-6f8c-4dff-80c8-5ce9f0c521a0
- Nationale Bibliotheek van Tsjechië: mzk20231197955
- Nederlandse Thesaurus van Auteursnamen: 069024936
- Système universitaire de documentation: 145381765
- Virtual International Authority File: 72740707
- WorldCat: E39PBJg8B4FhQttxdbBJmrhWDq